# Albertino Bottoni
Albertino Bottoni, Noto anche come Albertinus Bottonnus o Albertinus Bottoni o Albertini Bottoni (Padova, prima metà del Cinquecento – Padova, 1º dicembre 1596), è stato un medico e filosofo italiano.

## Biografia
È stato uno dei grandi medici italiani del Rinascimento. La sua formazione avvenne nella città natale, dove si laureò in medicina e filosofia.
Dal 1555 divenne professore nell'Università di Padova, dove insegnò in successione logica, medicina teorica straordinaria, medicina pratica e medicina teorica ordinaria. Introdusse l'uso del mercurio nella cura della sifilide. Fu rivale del medico padovano Ercole Sassonia, di cui tentò d'impedirne l'insegnamento.
I suoi contributi scientifici più importanti riguardano le funzioni dirette alla conservazione dell'individuo e della specie, quindi nutrizione, crescita e generazione, che definì tria suprema naturae munera.

## Opere principali
- De vita conservanda, Padova, Iacobum Bozzam, 1582.
- De morbis mulieribus libri tres, Venezia, Paulum Meietum, 1585, 1588.
- Methodi medicinales duae, Francoforte, 1595.
- De modo discurrendi circa morbos, eosdemque curandi tractatos, Francoforte, 1607.